# Musa (Paquistão)
Basti Musa é um pequeno vilarejo localizado em Chhachh, na parte norte de Attock, na província de Punjab. Fica a 2 Km de Hazro. Sua população estimada é de 32,107 habitantes.
O lugar conta com Correios, escolas e um hospital. Tipicamente agrícola, sua maior produção é a de amendoins. O local é mais conhecido por ter sido a terra natl de Syed Muhammad Sulman Shah, que foi um líder religioso muito conhecido.